# منرس (دهانه)
منرس یک دهانه برخوردی در ماه‌ است.

## دهانه‌های اقماری
این دهانه ۱ دهانه اقماری دارد.
| Manners | عرض جغرافیایی | طول جغرافیایی | قطر         |
| ------- | ------------- | ------------- | ----------- |
| A       | ۴.۶° N        | ۱۹.۱° E       | ۳.۰ کیلومتر |